# 武圣关公
《武圣关公》，是中共湖北当阳市人民政府、中共山西运城市人民政府、中国电视艺术家协会2004年製作的電視劇，描述了三國名將關羽的傳奇故事。本劇主演王英权、田海蓉、李田野、黄湘阳、张友龄、王光辉、孙莉、李馨雨、张永刚。

## 演员表
- 关羽——王英权 饰演
- 关羽少年——李田野饰演
- 青萝——田海蓉 饰演
- 桃花——孙莉 饰演
- 结儿——吴羽禾 饰演
- 刘备——黄湘阳 饰演
- 张飞——张友龄 饰演
- 诸葛亮——王光辉 饰演
- 赵云——金波 饰演
- 糜夫人——范艳 饰演
- 貂蝉——李馨雨 饰演
- 吕布——一真 饰演
- 曹操——张永刚 饰演
- 孙权——李东桥 饰演
- 许褚——谢宁 饰演
- 曹仁——贺生伟 饰演
- 夏侯惇——杨猛 饰演